# Potez IX
Dimensions
Le Potez IX est un biplan monomoteur de transport français conçu en 1920.

## Historique
Le Potez IX est construit par la société des Aéroplanes Henry Potez à l'atelier de Levallois. Il dérive du Potez VII mais la cabine fermée est disposée directement derrière le moteur, ce qui améliore l'aérodynamique. Le pilote est dans un cockpit ouvert à l'arrière de l'avion. Le fuselage reprend le revêtement en contreplaqué vissé du Potez VIII, pour assurer une plus grande rigidité.
L'avion fait son premier vol au printemps 1921, les trajets commerciaux débutent en septembre 1921 et l'avion est exposé au septième salon de l'aéronautique de Paris en novembre 1921. Un exemplaire est offert au roi d'Espagne Alphonse XIII par le président de la société des Palaces-Hôtels.
Un total de 16 ou 17 exemplaires est produit dont le dernier est réformé en décembre 1931.

## Variantes
- La variante IX S est construite à un exemplaire et diffère par sa surface alaire de 55 m2.

## Utilisateurs
- France
  - Potez : prototype. numéro constructeur : 151 et 152.
  - Compagnie franco-roumaine de navigation aérienne puis Compagnie internationale de navigation aérienne ou CIDNA. Numéro constructeur : 153 et 154 ; 158 à 168.
  - Utilisateur inconnu. Numéro constructeur : 156.
- Espagne
  - Royaume d'Espagne. Numéro constructeur : 156.